# 承平天慶の乱
承平天慶の乱（じょうへいてんぎょうのらん）は、平安時代中期のほぼ同時期に起きた、関東での平将門の乱（たいらのまさかどのらん）と瀬戸内海での藤原純友の乱（ふじわらのすみとものらん）の総称である。一般に承平・天慶の両元号の期間に発生した事からこのように呼称されている。天慶の乱（てんぎょうのらん）とも呼ばれる。
ただの反乱ではなく日本の律令国家衰退と武士のおこりを象徴したものであった。「東の将門、西の純友」という言葉も生まれた。
鎮圧には平将門の乱の方に平貞盛が率いる平氏の、藤原純友の乱の方に源経基が率いる源氏の力を借りたので日本の世に源平二氏が進出するきっかけにもなった。
- 文中の（ ）の年はユリウス暦、月日は全て和暦、宣明暦の長暦による。

## 概要
関東では平将門が親族間の抗争に勝利して勢力を拡大。やがて受領と地方富豪層の間の緊張関係の調停に積極介入するようになり、そのこじれから国衙と戦となって、結果的に朝廷への叛乱とみなされるに至った。将門は関東を制圧して新皇と自称し関東に独立勢力圏を打ち立てようとするが、平貞盛、藤原秀郷、藤原為憲ら追討軍の攻撃を受けて、新皇僭称後わずか2ヶ月で滅ぼされた。
瀬戸内海では、海賊鎮圧の任に当たっていた藤原純友が、同じ目的で地方任官していた者たちと独自の武装勢力を形成して京から赴任する受領たちと対立。結果として蜂起に至った。西国各地を襲撃して朝廷に勲功評価の条件闘争を仕掛け、これを脅かしたが、平将門の乱を収拾して西国に軍事力を集中させた朝廷軍の追討を受けて滅ぼされた。
なお、この反乱は一般に承平・天慶の両元号の期間に発生したことから「承平天慶の乱」と呼称されているが、承平年間における朝廷側の認識ではこの当時の将門・純友の行動は私戦（豪族同士の対立による私的な武力衝突）とその延長としか見られていない。実際にこれが「反乱行為」（はんらんこうい）と見なされるのは、天慶2年に将門・純友が相次いで起こした国司襲撃以後のことである。従って、この乱を「天慶の乱」と呼ぶことには問題はないものの、単に「承平の乱」と呼んだ場合には事実関係との齟齬を生む可能性があることに留意する必要がある。

## 平将門の乱

### 平氏一族の私闘
皇族の高望王は平姓を賜って臣籍に下り、都では将来への展望もないため、上総介となり関東に下った。つまり、京の貴族社会から脱落しかけていた状況を、当時多発していた田堵負名、つまり地方富豪層の反受領武装闘争の鎮圧の任に当たり、武功を朝廷に認定させることによって失地回復を図ったとも考えられている。高望の子らは武芸の家の者（武士）として坂東の治安維持を期待され、関東北部各地に所領を持ち土着した。ただし、この時代の発生期の武士の所領は、後世、身分地位の確立した武士の安定した権利を有する所領と異なり、毎年国衙との間で公田の一部を、経営請負の契約を結ぶ形で保持するという不安定な性格のものであった。つまり、彼らがにらみを効かせている一般の田堵負名富豪層と同じ経済基盤の上に自らの軍事力を維持しなければならず、また一般の富豪層と同様に受領の搾取に脅かされる側面も持っていた。
高望の子のひとり平良将（良持とも）は下総国佐倉に所領を持ち、その子の将門は京に上って朝廷に中級官人として出仕し、同時に官人としての地位を有利にするために摂関家藤原忠平の従者ともなっていた。良将が早世したため将門が帰郷すると、父の所領の多くが伯父の国香、良兼に横領されてしまっていたといわれ、将門は下総国豊田を本拠にして勢力を培った。
延長9年（931年）ごろから将門は「女論」によって伯父・良兼と不和になったとされる。「女論」の詳細は『将門記』に欠落があって不明だが、前常陸大掾源護の娘、もしくは良兼の娘を巡る争いであったと考えられている。源護には三人の娘があり、それぞれ国香、良兼、良正に嫁いでいる。この源護の三人の娘の誰かを将門が妻に望んだが叶わなかったためという説、または、良兼の娘を将門が妻にし、その女を源護の三人の息子（源扶、源隆、源繁）が横恋慕したという説がある。
承平5年（935年）2月、源扶、源隆、源繁の三兄弟は常陸国野本に陣をしいて将門を待ち伏せ、合戦となった。将門は源三兄弟を討ち破り、逃げる扶らを追って源護の館のある常陸国真壁に攻め入り、周辺の村々を焼き払い、三兄弟を討ち取った。更に将門は伯父の平国香の館の常陸国石田にも火をかけ、国香をも討ち取ってしまった。
国香の長子の平貞盛は京に上って出仕して左馬允になっていたが、父の死を知り帰郷する。貞盛は復讐よりも京で官人としての昇進を望み、将門との和睦を望んでいたとされる。
一方、三人の息子を将門に討たれた源護の恨みは深く、婿の平良正に訴えた。良正は本拠の常陸国水守で兵を集めて将門の本拠豊田へ向かってくり出した。将門もこれに応じて出陣。10月21日、鬼怒川沿いの新治郷川曲で合戦となった。結果は、将門が大勝し、豊田に凱旋した。
良正は兄の平良兼に助勢を訴え、良兼はこれを承諾した。現任の上総介だった良兼は貞盛を説得して味方に引き入れ、承平6年（936年）6月大軍を動員して館を出発、水守で良正、貞盛と合流した。連合軍は下野国に入り、南下して豊田を攻める体勢をとった。将門は100騎を率いて出陣。下野国と下総国の国境で連合軍は将門軍の先手に攻めかかるが、意外な抵抗にあい一旦退却しようとしたところに将門の本隊が到着して突撃してきた。連合軍は総崩れになり、下野国国府へ逃げ込んだ。将門は国府を包囲するが、西の一面を空けて良兼らを逃げさせた。将門は自らの正当性を国衙側に認めさせて豊田へ引き揚げた。
同年9月、源護の訴えにより朝廷からの召喚命令が護、将門、平真樹へ届いた。将門はただちに上京して検非違使庁で尋問を受ける。朝廷はこれを微罪とし、翌承平7年（937年）4月に恩赦が出され、将門は東国へ帰った。
同年8月、良兼はまたも軍を起こして、下総国と常陸国の境の子飼(小貝・蚕養(こかい))の渡しに押し寄せた。良兼は高望王と将門の父の良将の像を陣頭におし立てて攻め寄せた。将門軍は士気喪失して退却、勝ちに乗じた良兼軍は豊田に侵入して火を放った。将門は兵を集めて良兼に復仇戦を挑むが大敗してしまう。良兼軍は再度豊田に侵入して略奪狼藉の限りをつくし、将門の妻子も捕らえられてしまった。9月、またも良兼は兵を繰り出したが、将門はこれを迎撃して打ち勝った。良兼は筑波山に逃げ込む。
将門は元主人の藤原忠平に良兼の暴状を訴え、同年12月、朝廷から良兼らの追捕の官符が発せられた。将門は兵を集めて本拠を豊田から要害のよい石井へ移した。良兼は内通者から情報を得て、石井の館に夜襲をしかけるが将門軍は奮闘し撃退される。この敗戦の後、良兼の勢力は衰え、天慶2年（939年）6月良兼は失意のうちに病没した。
承平8年（938年）2月、身の置き所のなくなった平貞盛は東山道をへて京へ上ろうと出立するが、朝廷に告訴されることを恐れた将門は100騎を率いてこれを追撃、信濃国千曲川で追いついて合戦となり、貞盛側の多くが討たれるも、貞盛は身ひとつで逃亡に成功。上洛した貞盛は将門の暴状を朝廷に訴え、将門への召喚状が出された。6月、貞盛は東国へ帰国すると常陸介藤原維幾に召喚状を渡し、維幾は召喚状を将門に送るが、将門はこれに応じなかった。貞盛は陸奥国へ逃れようとするが、将門側に追いまわされ、以後、東国を流浪することを余儀なくされる。

### さらなる争い
天慶2年（939年）2月、武蔵国へ新たに赴任した権守、興世王と介源経基（清和源氏の祖）が、足立郡の郡司武蔵武芝との紛争に陥った。将門が両者の調停に乗り出し、興世王と武蔵武芝を会見させて和解させたが、どういう経緯か不明だが、武芝の兵がにわかに経基の陣営を包囲し、驚いた経基は逃げ出してしまった。
京に到着した経基は将門、興世王、武芝の謀反を訴える。将門の主人の太政大臣藤原忠平が事の実否を調べることにし、御教書を下して使者を東国へ送った。驚いた将門は上書を認め、同年5月、関東5カ国の国府の証明書をそえて送った。これにより朝廷は将門らへの疑いを解き、逆に経基は誣告の罪で罰せられた。将門の関東での声望を知り、朝廷は将門を叙位任官して役立たせようと議している。
この頃、武蔵権守の興世王は、正式に受領として赴任した武蔵守百済王貞連と不和になり、興世王は任地を離れて将門を頼るようになり、また、常陸国の住人の藤原玄明が将門に頼ってきた。この玄明はやはり受領と対立して租税を納めず、乱暴をはたらき、更に官物を強奪して国衙から追捕令が出されていた。常陸介藤原維幾は玄明の引渡しを将門に要求するが、将門は玄明を匿い応じなかった。
対立が高じて合戦になり、同年11月、将門は兵1000人を率いて出陣した。維幾は3000の兵を動員して迎え撃ったが、将門に撃破され、国府に逃げ帰った。将門は国府を包囲し、維幾は降伏して国府の印璽を差し出した。将門軍は国府とその周辺で略奪と乱暴のかぎりをつくした。将門のこれまでの戦いは、あくまで一族との「私闘」であったが、この事件により不本意ながらも朝廷に対して反旗を翻すかたちになってしまう。

### 新皇と称す
興世王の進言に従い将門は軍を進め、同年12月、下野国、上野国の国府を占領、独自に除目を行い関東諸国の国司を任命した。さらに巫女の宣託があったとして将門は新皇を称するまでに至った。将門の勢いに恐れをなした諸国の受領を筆頭とする国司らは皆逃げ出し、武蔵国、相模国などの国々も従え、関東全域を手中に収めた。
この時将門が任命した関東諸国の国司は、以下の通りである。
- 下野守　平将頼
- 上野守　多治経明
- 常陸介　藤原玄茂
- 上総介　興世王
- 安房守　文屋好立
- 相模守　平将文
- 伊豆守　平将武
- 下総守　平将為

なお、天長3年(826年)9月、上総・常陸・上野の三か国は親王が太守（正四位下相当の勅任の官）として治める親王任国となったが、この当時は既に太守は都にいて赴任せず、代理に介が長官として派遣されていた。当然ながら「坂東王国」であるなら朝廷の慣習を踏襲する必要は全く無く、常陸守や上総守を任命すべきであるが、何故か介を任命している。ここでの常陸、上総の介は慣習上の長官という意味か、新皇直轄という意味か、将門記の記載のとおり朝廷には二心がなかったという意味なのかは不明である。その一方で上野については介ではなく守を任命しており、統一されていない。

### 追討
将門謀反の報はただちに朝廷に伝えられた。同時期に西国で藤原純友の乱の報告もあり、朝廷は驚愕した。直ちに諸社諸寺に調伏の祈祷が命じられ、翌天慶3年（940年）1月9日には先に将門謀反の密告をした源経基が賞されて従五位下に叙された。1月19日には参議藤原忠文が征東大将軍に任じられ、追討軍が京を出立した。また誰であろうとも将門を討ち取った者には恩賞を与えると布告した。
同年1月中旬、関東では、将門が兵5000を率いて常陸国へ出陣して、平貞盛と維幾の子為憲の行方を捜索している。貞盛の行方は知れなかったが、貞盛の妻と源扶の妻を捕らえた。将門は兵に陵辱された彼女らを哀れみ着物を与えて帰している。将門は下総の本拠へ帰り、兵を本国へ帰還させた。
将門の下に間もなく、貞盛が下野国押領使の藤原秀郷と力をあわせて兵4000を集めているとの報告が入った。将門の手許には1000人足らずしか残っていなかったが、時を移しては不利になると考えて、2月1日に出陣する。貞盛と秀郷は藤原玄茂率いる将門軍の先鋒を撃破して下総国川口へ追撃して来た。合戦になるが、将門軍の勢いはふるわず、退却した。
貞盛と秀郷はさらに兵を集めて、2月13日、将門の本拠石井に攻め寄せ火を放った。将門は兵を召集するが形勢が悪く集まらず、僅か兵400を率いて陣をしいた。貞盛と秀郷の軍に藤原為憲も加わり、翌2月14日、追討軍と将門の合戦がはじまった。南風が吹き荒れ（春一番）、将門軍は風を負って矢戦を優位に展開し、貞盛、秀郷、為憲の軍を撃破した。しかし将門が勝ち誇って自陣に引き上げる最中、急に風向きが変わり北風になると（寒の戻り）、風を負って勢いを得た追討軍は反撃に転じた。将門は自ら先頭に立ち奮戦するが、流れ矢が将門の額に当たり討死した。
将門の死により、その関東独立国は僅か2ヶ月で瓦解した。残党が掃討され、将門の弟たちや興世王、藤原玄明、藤原玄茂などは誅殺された。将門を討った秀郷は将門の首を京へ運び、朝廷は東市に梟首した。布告に則り恩賞として、秀郷には従四位下、貞盛・為憲には従五位下にそれぞれ叙爵された。

## 藤原純友の乱
承平天慶の頃、瀬戸内海では海賊による被害が頻発していた。従七位下伊予掾の藤原純友は海賊の討伐に当たっていたが、承平6年（936年）頃には伊予国日振島を根拠に1000艘を組織する海賊の頭目となっていたとされる。
しかし最近の研究では、純友が鎮圧の任に当たった海賊と、乱を起こした純友らの勢力の性格は異なることが指摘されている。純友が武力と説得によって鎮圧した海賊は、朝廷の機構改革で人員削減された瀬戸内海一帯の富豪層出身の舎人たちが、税収の既得権を主張したものであった。それに対して純友らの勢力は、海賊鎮圧後も治安維持のために土着させられた、武芸に巧みな中級官人層である。彼らは親の世代の早世などによって保持する位階の上昇の機会を逸して京の貴族社会から脱落し、武功の勲功認定によって失地回復を図っていた者達であった。つまり、東国などの初期世代の武士とほぼ同じ立場の者達だったのである。しかし彼らは、自らの勲功がより高位の受領クラスの下級貴族に横取りされたり、それどころか受領として地方に赴任する彼らの横領の対象となったりしたことで、任国の受領支配に不満を募らせていったのである。
また、純友の父の従兄弟にあたる藤原元名が承平2年から5年にかけて伊予守であったという事実に注目されている。純友はこの元名の代行として現地に派遣された期間に富豪層出身の舎人ら海賊勢力と関係を結んだとされている。
天慶2年（939年）12月、純友は部下の藤原文元に備前介藤原子高と播磨介島田惟幹を摂津国須岐駅にて襲撃させた。ちょうど、東国で平将門が謀反を起こし新皇を称したとの報告が京にもたらされており、朝廷は驚愕し、将門と純友が東西で共謀して謀反を起こしたのではないかと恐れた。朝廷は天慶3年（940年）1月16日小野好古を山陽道追捕使、源経基を次官に任じるとともに、30日には純友の懐柔をはかり、従五位下を授け、とりあえずは兵力を東国に集中させた。純友はこれを受けたが、両端を持して海賊行為はやめなかった。
2月5日、純友は淡路国の兵器庫を襲撃して兵器を奪っている。この頃、京の各所で放火が頻発し、小野好古は「純友は舟に乗り、漕ぎ上りつつある（京に向かっている）」と報告している。朝廷は純友が京を襲撃するのではないかと恐れて宮廷の14門に兵を配備して2月22日には藤原慶幸が山城の入り口である山崎に派遣して警備を強化するが、26日には山崎が謎の放火によって焼き払われた。なお、この一連の事件と純友との関係について純友軍の幹部に前山城掾藤原三辰がいる事や先の藤原子高襲撃事件などから、実は純友の勢力は瀬戸内海のみならず平安京周辺から摂津国にかけてのいわゆる「盗賊」と呼ばれている武装した不満分子にも浸透しており、京への直接的脅威と言う点では、極めて深刻な状況であったのではとする見方もある。
2月25日、将門討滅の報告が京にもたらされる。この報に動揺したのか、純友は日振島に船を返した。その影響か6月には大宰府から解状と高麗からの牒が無事に届けられ、7月には左大臣藤原仲平が呉越に対して使者を派遣している。
だが、東国の将門が滅亡したことにより、兵力の西国への集中が可能となったため、朝廷は純友討伐に積極的になった。5月に将門討伐に向かった東征軍が帰京すると、6月に藤原文元を藤原子高襲撃犯と断定して追討令が出された。これは将門討伐の成功によって純友鎮圧の自信を深めた朝廷が純友を挑発して彼に対して文元を引き渡して朝廷に従うか、それとも朝敵として討伐されるかの二者択一を迫るものであった。
8月、純友は400艘で出撃して伊予国、讃岐国を襲って放火。備前国、備後国の兵船100余艘を焼いた。更に長門国を襲撃して官物を略奪した。10月、大宰府と追捕使の兵が、純友軍と戦い敗れている。11月、周防国の鋳銭司を襲い焼いている。12月、土佐国幡多郡を襲撃。
天慶4年（941年）2月、純友軍の幹部藤原恒利が朝廷軍に降り、朝廷軍は純友の本拠日振島を攻め、これを破った。純友軍は西に逃れ、大宰府を攻撃して占領する。純友の弟の藤原純乗は、柳川に侵攻するが、大宰権帥の橘公頼の軍に蒲池で敗れる。5月、小野好古率いる官軍が九州に到着。好古は陸路から、大蔵春実は海路から攻撃した。純友は大宰府を焼いて博多湾で大蔵春実率いる官軍を迎え撃った。激戦の末に純友軍は大敗、800余艘が官軍に奪われた。純友は小舟に乗って伊予に逃れた。同年6月、純友は伊予に潜伏しているところを警固使橘遠保に捕らえられ、獄中で没した。

## 比叡山上の共同謀議伝説
京で朝廷に中級官人として出仕していた青年時代の平将門と藤原純友は、或る日、比叡山に登り平安京を見下ろした。二人はともに乱を起こして都を奪い、将門は桓武天皇の子孫だから天皇になり、純友は藤原氏だから関白になろうと約束したとする伝説が世に知られている。また、比叡山上には、この伝説にちなんだ「将門岩」も存在し、そこには将門の無念の形相が浮かび出るという伝承までがなされている。
当時の公卿の日記にも同時期に起きた二つの乱について「謀を合わせ心を通じて」と記されており、当時、両者の共同謀議がかなり疑われていたようである。
実際には、両者の共同謀議の痕跡はなく、むしろ自らの地位向上を目指しているうちに武装蜂起に追い込まれてしまった色合いが強い。二つの乱はたまたま同時期に起こり、東国で将門が叛乱を起こし、純友は西国で蜂起に至ったと考えられる。
その一方で、将門に襲撃されて国司の印を奪われて逃げ出した上野介藤原尚範は純友の叔父（父親の実弟）にあたる人物である。このため、先行した将門の動きが尚範の親族であった純友に何らかの心理的影響を与えた可能性までは否定できないという考えもある。
なお、前述の「将門岩」は、ガーデンミュージアム比叡内に現存している。

## 意義
二つの乱は、ほぼ同時期に起きたことから将門と純友が共謀して乱を起こしたと当時では噂され、恐れられた。
これらの乱は発生期の1世代目から3世代目にかけての武士が、乱を起こした側、及び鎮圧側の双方の当事者として深く関わっている。乱を起こした側としては、治安維持の任につく武芸の家の者としての勲功認定、待遇改善を目指す動きを条件闘争的にエスカレートさせていった結果として叛乱に至ってしまった面を持ち、また鎮圧側も、乱を鎮圧することでやはり自らの勲功認定、待遇改善を図った。結果として鎮圧側につくことでこれらの目的を達成しようとする者が雪崩的に増加し、叛乱的な条件闘争を図った側を圧倒して乱は終結した。
また、鎌倉時代には源実朝が「将門合戦絵」を描かせたり、神田明神が江戸幕府によって「江戸総鎮守」とされたりするなど、武家政権が将門を東国武家政権の先駆けとして強い親近感を抱いていることも特徴的である。
その一方で、二つの乱とほぼ同時期に全国各地で「反乱」と呼ぶべき事件が発生していた。『日本紀略』や藤原忠平の日記の抜粋である『貞信公記抄』によれば、939年（天慶2年）春以後出羽国では俘囚の反乱（天慶の乱 (出羽国)）が断続的に続き、8月には尾張国では国守藤原共理が殺害され、翌940年（天慶3年）1月には駿河国で「群賊」「凶党」が騒擾を起こしている。将門や純友の動きもこうした動きの一環であり、当時の朝廷の統治機構に与えた打撃もわずかであった（将門が新皇を名乗ってから滅亡まで2ヶ月間しかなく、純友は海賊行為に終始して地域に割拠することはなかった）ことから、反乱としての実質的な規模は限定的なものであったとする指摘もある。

## 題材とした作品
- 小説：吉川英治『平の将門』
- 小説：海音寺潮五郎『平将門』『海と風と虹と』（角川文庫）
- 小説：童門冬二『平将門 湖氷の疾風』
- 小説：高橋直樹『平将門 射止めよ、武者の天下』（文庫題『平将門 黎明の武者(つわもの)』）
- 小説：北方謙三『絶海にあらず』
- 小説：梓澤要『捨ててこそ空也』
- NHK大河ドラマ：『風と雲と虹と』（1976年放映、原作は上記二作、平将門：加藤剛、藤原純友：緒形拳）
- ボードゲーム：コマンドベーシック『将門記〜承平天慶坂東大乱〜』